# يوكي ماتسوزاكي
يوكي ماتسوزاكي (باليابانية: 松崎悠希) هو ممثل ياباني، ولد في 24 سبتمبر 1981 في اليابان.

## أعمال

### أفلام
- (2006) رسائل من إيوو جيما[2]
- (2009) النمر الوردي 2[3][4]

## وصلات خارجية
- يوكي ماتسوزاكي على موقع IMDb (الإنجليزية)
- يوكي ماتسوزاكي على موقع ألو سيني (الفرنسية)
- يوكي ماتسوزاكي على موقع أول موفي (الإنجليزية)
- يوكي ماتسوزاكي على موقع قاعدة بيانات الأفلام السويدية (السويدية)
- يوكي ماتسوزاكي على موقع قاعدة بيانات الفيلم (الإنجليزية)
- يوكي ماتسوزاكي على موقع كينوبويسك (الروسية)